# 岩田康誠
岩田 康誠（いわた やすなり、1974年3月12日 - ）は、日本中央競馬会 (JRA) 所属の騎手。

## 来歴

### 兵庫県競馬所属時代

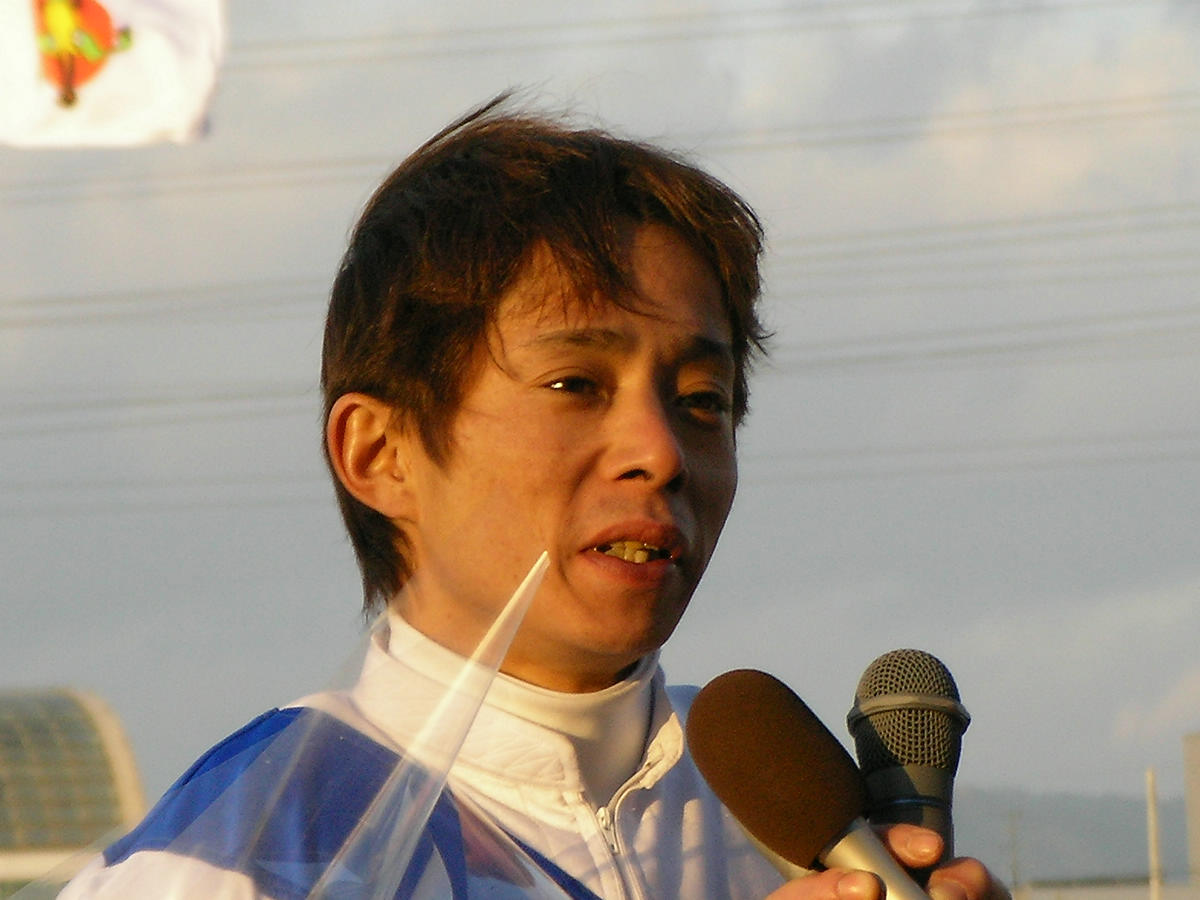
園田時代

兵庫県競馬組合の清水正人厩舎に所属し、1991年に騎手デビュー。同期には、山田信大（新潟→船橋、現調教師）、岡田祥嗣（福山→JRA）などがいる。
1996年にケイエスヨシゼンで兵庫アラブ三冠を達成した。1990年代後半から小牧太のJRA移籍まで、「園田の2本柱」と呼ばれていた。2000年には前年まで8年連続でリーディングジョッキーとなっていた小牧を上回り、初めて兵庫リーディングジョッキーとなった。以後2002年、2004年、2005年に兵庫のリーディングを獲得している。
NARグランプリでは1996、1997、2002で優秀騎手賞を、2005で特別賞を受賞している。
2002年8月1日園田競馬2Rをクリノロマンで勝利し、地方競馬通算2000勝を達成。デビューから3963日目での2000勝達成は、地方競馬2000勝最速記録となった。。
中央競馬に移籍するまでに地方競馬で2941勝をあげた。

#### 中央競馬への遠征
兵庫県競馬所属時代から中央競馬にも積極的に参戦。2002年にはビリーヴでセントウルステークスを制して中央競馬の重賞を初制覇した。
2004年には菊花賞をデルタブルースで制し、地方競馬所属の騎手としては初めて中央競馬のクラシックを制覇、地方競馬所属の騎手が中央の競走馬に騎乗してGI競走を制覇したのも史上初のことであった。
2005年には第1回WSJS地方騎手代表選定競走（現・スーパージョッキーズトライアル）に優勝し、第19回ワールドスーパージョッキーズシリーズに地方競馬代表として参戦。最終戦のゴールデンサドルトロフィーではオースミグラスワンで1着になって、総ポイントで41点を挙げ、総合優勝した（地方競馬の騎手が同シリーズを総合優勝するのは第8回（1994年）の石崎隆之（船橋）、第11回（1997年）の川原正一（当時笠松所属）、第15回（2001年）の鮫島克也（佐賀）に次いで4年ぶり4人目であった）。

### 中央移籍後
中央競馬に移籍した2006年には、デルタブルースとのコンビで豪州のメルボルンカップ(GI)に挑戦、岩田にとってこれが初めての海外遠征であったが、それをものともせず勝利をおさめた。
2010年8月7日、イギリスのアスコット競馬場で行われたシャーガーカップに出場（8位）。
2012年、ディープブリランテで東京優駿を初制覇、7回目の挑戦でダービージョッキーとなる。この年にはロードカナロアで香港スプリントにも勝利し、日本馬として初めて香港スプリントを制した。
2013年8月10日、シャーガーカップに2回目の出場。
2014年5月25日、優駿牝馬でヌーヴォレコルトに騎乗して勝利と共に、史上7人目となるクラシック競走完全制覇を達成。
2018年7月15日の函館第3競走をナイルデルタで1着となり、JRA通算1500勝を達成した。
2020年には新型コロナウイルス感染拡大防止の観点から移動が禁止されている育成牧場に乗りに行き、始末書を提出する騒動となった。
2021年4月24日、スウィープザボードに騎乗して臨んだ阪神競馬第6レース開始前の返し馬の際に、テイエムマジックに騎乗していた藤懸貴志に対して鞭を使って威嚇したのち馬をラチ沿いに寄せ、藤懸に対して暴言を吐いたことが明らかとなった。同じ日の第2レースにおける藤懸騎乗の馬の位置取りに不満があり、その時点でも藤懸に対して暴言を吐いていたという。岩田は謝罪したが、競馬施行規程第147条20項の適用によりレース翌日の4月25日から5月8日までの騎乗停止処分となり、25日のマイラーズカップで騎乗予定だったケイデンスコールは古川吉洋に乗り替わりとなった（1着）。過去に何度も始末書を書くような騒動を起こしていることから、この騎乗停止処分に関しては甘すぎるという批判が殺到した。
2021年6月27日、札幌競馬第5Rでシゲルツバメに騎乗して史上18人目のJRA通算14000回騎乗を達成した。
2022年1月30日、根岸ステークスにてテイエムサウスダンに騎乗しレースを勝利。この勝利によりJRA移籍後通算1700勝を達成した。勝利後、インタビューに対し岩田は「この数字は自分一人のものではなく、馬主さん、厩舎関係者の皆様、そして馬たちのおかげだと思っています。これからも馬とともに、騎手人生を楽しめたらいいなと思っています」と語った。通算1700勝の記録はJRA騎手において史上14人目。
2024年11月17日、東京9Rでラフエイジアンに騎乗し1着となり、史上14人目、現役では6人目となるJRA通算1800勝を1万5499戦目で達成した。

## 人物
- 2016年に次男である岩田望来がJRA競馬学校に入学し、2019年2月に卒業。同年3月に騎手デビューを果たした。
- 八大競走のうち制覇していないのは天皇賞（秋）と有馬記念の2つのみである。いずれも最高2着。
- 主戦騎手を務めたジェンティルドンナが2013年のジャパンカップでライアン・ムーアに乗り替わりになった際は非常にショックを受け、悔しさのあまり調整ルームの風呂場で「俺のジェンティルー!」と叫んだ。後年のインタビューでも、「今でこそ、乗り替わりは当たり前やけどさ、当時は人に取られることがあまりなかったから…。とにかくあの乗り替わりはヘコんだよ。」と語っている[26]。

## 評価
- 現在はJRA所属騎手であり、岩田と同じく過去に園田競馬に所属していた小牧太は、「康誠は新人のときから、ちょっと違ってたな。ホンマにゲートが早かった。天下一品やった。そして長手綱でサーッと乗ってきてな。」[27]「彼(岩田)がデビューしたとき、それこそ「すごい新人が出てきたな」と思ったよ。スタートがなんせ巧くて、どんな馬に乗っても飛び抜けて速かった。「こういう子を天才っていうんやな」と思ったもん。最初から天才的やったわ、アイツは。」[28] と評価している。
- 藤田伸二はJRA所属の騎手であった当時出版した著書『騎手の一分 競馬界の真実』において、岩田は勝ちにこだわっており、レース勘が備わっていると評価する一方、「馬の背中にトントンと尻をつけるような」騎乗フォームについては、見た目が不恰好である上「馬の背中を痛めてしまう」という理由から「絶対に認めたくない」と否定[29]、加えて「強い馬に乗せてもらっているから勝っている」に過ぎない、と評している[30]。また岩田自身がしばしばJRAの制裁対象となっているにもかかわらず、若手騎手に対しては安全に配慮した騎乗ができていないと調整ルームで「威圧している」として批判していたことがある[31]。

## 主な騎乗馬

### GI級競走優勝
（太字はGI級競走を示す）
- デルタブルース（2004年菊花賞、2006年メルボルンカップ）
- タイムパラドックス（2006年JBCクラシック）
- アドマイヤムーン（2007年宝塚記念、ジャパンカップ[32]）
- アドマイヤジュピタ（2008年阪神大賞典、天皇賞・春)
- ウオッカ（2008年安田記念[33]）
- ブラックエンブレム（2008年秋華賞)
- セイウンワンダー（2008年新潟2歳ステークス、朝日杯フューチュリティステークス)
- アンライバルド（2009年スプリングステークス、皐月賞)
- ヴィクトワールピサ（2010年皐月賞)
- エーシンフォワード（2010年阪急杯、マイルチャンピオンシップ)
- アヴェンチュラ（2011年秋華賞)
- ブエナビスタ（2011年ジャパンカップ)
- テスタマッタ（2009年ジャパンダートダービー、2012年フェブラリーステークス)
- ジェンティルドンナ（2012年桜花賞、秋華賞、ジャパンカップ、ローズステークス[34]）
- ディープブリランテ（2011年東京スポーツ杯2歳ステークス、2012年東京優駿[16]）
- ロードカナロア（2012年・2013年スプリンターズステークス、香港スプリント、2013年阪急杯、高松宮記念、安田記念）
- ローマンレジェンド（2012年エルムステークス、みやこステークス、東京大賞典、2014年エルムステークス）
- サンビスタ（2014年JBCレディスクラシック、ブリーダーズゴールドカップ、2015年マリーンカップ、レディスプレリュード）[35]
- レッツゴードンキ（2015年桜花賞[36]、2017年京都牝馬ステークス）
- ドリームバレンチノ（2013年兵庫ゴールドトロフィー、2014年JBCスプリント、2016年東京盃[37]）
- ヌーヴォレコルト（2014年優駿牝馬、ローズステークス、2015年中山記念[38]、2016年レッドカーペットハンデキャップ[39]）
- ダノンシャーク（2014年マイルチャンピオンシップ)
- ロンドンタウン（2017年エルムステークス、コリアカップ（当時はローカルGI（現: 国際GIII）））
- レインボーライン（2018年天皇賞・春、阪神大賞典）

### 重賞競走優勝
- ケイエスヨシゼン（1996年兵庫三冠（菊水賞、楠賞全日本アラブ優駿、六甲盃）など）[40]
- ビリーヴ（2002年セントウルステークス）
- マイネサマンサ（2006年京都牝馬ステークス）
- ドンクール（2006年名古屋大賞典）
- コンゴウリキシオー（2006年金鯱賞）
- チアフルスマイル（2006年キーンランドカップ）
- リミッドレスビッド（2006年東京盃、兵庫ゴールドトロフィー、黒船賞、2007年兵庫ゴールドトロフィー、2008年さきたま杯）
- レマーズガール（2006年白山大賞典、クイーン賞）
- アドマイヤオーラ（2007年シンザン記念）
- ディアデラノビア（2007年京都牝馬ステークス）
- ワイルドワンダー（2007年アンタレスステークス、2008年根岸ステークス）
- フェラーリピサ（2007年兵庫チャンピオンシップ、2008年エルムステークス、2009年根岸ステークス）
- タスカータソルテ（2007年京都新聞杯）
- エイシンデピュティ（2008年京都金杯、金鯱賞）
- ドリームシグナル（2008年シンザン記念）
- サヨウナラ（2008年エンプレス杯）
- メイショウクオリア（2008年京都新聞杯）
- キンシャサノキセキ（2008年函館スプリントステークス）
- スマートファルコン（2008年白山大賞典、浦和記念、兵庫ゴールドトロフィー、2009年佐賀記念、名古屋大賞典、かきつばた記念、さきたま杯、ブリーダーズゴールドカップ、2010年かきつばた記念、さきたま杯）
- ラヴェリータ（2009年関東オークス、2010年名古屋大賞典、スパーキングレディーカップ）
- ステラリード（2009年函館2歳ステークス）
- シンメイフジ（2009年新潟2歳ステークス）
- ライブコンサート（2010年京都金杯）
- ロールオブザダイス（2010年平安ステークス）
- ケイアイガーベラ（2010年プロキオンステークス）
- ルーラーシップ（2010年鳴尾記念）
- ミラクルレジェンド（2010年クイーン賞、2011年、2012年レディスプレリュード、JBCレディスクラシック、2012年マリーンカップ、2013年エンプレス杯）
- サダムパテック（2011年弥生賞）
- ヘニーハウンド（2011年ファルコンステークス）
- トレンドハンター（2011年フラワーカップ）
- エーシンブラン（2011年兵庫チャンピオンシップ）
- カラフルデイズ（2011年関東オークス）
- ヴィルシーナ（2012年クイーンカップ）
- セイクリムズン（2012年黒船賞、東京スプリント、かきつばた記念、さきたま杯、2013年、2014年黒船賞）
- セレスハント（2012年北海道スプリントカップ）
- シビルウォー（2012年マーキュリーカップ）
- クラレント（2012年富士ステークス、2013年東京新聞杯、エプソムカップ）
- ピイラニハイウェイ（2012年浦和記念）
- ホッコータルマエ（2013年アンタレスステークス）
- アムールポエジー（2013年関東オークス）
- レッドリヴェール（2013年札幌2歳ステークス）
- エーシンモアオバー（2013年、2014年白山大賞典）
- ストレイトガール（2014年シルクロードステークス）
- ゴールドシップ（2014年、2015年阪神大賞典）
- ウインバリアシオン（2014年日経賞）
- サングレアル（2014年フローラステークス）
- タガノエスプレッソ（2014年デイリー杯2歳ステークス）
- アドマイヤデウス（2015年日経新春杯[41]、日経賞[42]）
- クロスクリーガー（2015年兵庫チャンピオンシップ[43]、レパードステークス）
- ラブリーデイ（2015年鳴尾記念）
- ウリウリ（2015年CBC賞）
- ダービーフィズ（2015年函館記念）
- ブランボヌール（2015年函館2歳ステークス）
- ジェベルムーサ（2015年エルムステークス）
- アドマイヤエイカン（2015年札幌2歳ステークス）
- シュウジ（2015年小倉2歳ステークス）
- マキシマムドパリ（2017年愛知杯）
- ファンディーナ（2017年フラワーカップ）
- フロンティア（2017年新潟2歳ステークス）
- ディアドラ（2017年紫苑ステークス）
- インカンテーション（2017年白山大賞典）
- クロコスミア（2017年府中牝馬ステークス）
- プリンシアコメータ（2017年クイーン賞、2018年エンプレス杯、2020年ブリーダーズゴールドカップ）
- テーオーエナジー（2018年兵庫チャンピオンシップ）
- ユーキャンスマイル（2019年ダイヤモンドステークス、新潟記念、2020年阪神大賞典)
- ヤマニンアンプリメ（2019年北海道スプリントカップ、クラスターカップ）
- スカーレットカラー（2019年府中牝馬ステークス）
- サルサディオーネ（2020年報知グランプリカップ[44]）
- エーポス（2020年フィリーズレビュー）[45]
- カツジ（2020年スワンステークス)
- ケイデンスコール（2021年京都金杯）[46]
- テイエムサウスダン（2021年黒船賞、テレ玉杯オーバルスプリント、兵庫ゴールドトロフィー、2022年根岸ステークス）
- ショウナンバルディ（2021年中日新聞杯）
- ダイアトニック（2022年阪急杯、スワンステークス、阪神カップ）
- ビーアストニッシド（2022年スプリングステークス）
- レッドガラン（2022年新潟大賞典）
- ノースブリッジ（2022年エプソムカップ、2023年アメリカジョッキークラブカップ、2024年札幌記念）[47]
- イズジョーノキセキ（2022年府中牝馬ステークス）[48]
- コレペティトール （2024年京都金杯）[49]
- ホウオウビスケッツ（2024年函館記念）
- デシエルト（2024年中日新聞杯）
- ロングラン（2025年マイラーズカップ）

## 騎乗成績
|            | 日付           | 競馬場、開催    | 競走名               | 馬名             | 頭数 | 人気 | 着順 |
| ---------- | -------------- | --------------- | -------------------- | ---------------- | ---- | ---- | ---- |
| 初騎乗     | 1999年11月7日  | 5回京都2日目5R  | 4歳以上900万下       | イシヤクモンド   | 12頭 | 3    | 5着  |
| 初勝利     | 2000年9月16日  | 4回阪神3日目7R  | 4歳以上500万下       | バンブーウタヒメ | 17頭 | 15   | 1着  |
| 重賞初騎乗 | 2000年11月5日  | 5回京都2日目11R | KBSファンタジーS     | ホエールハーバー | 16頭 | 12   | 12着 |
| 重賞初勝利 | 2002年9月8日   | 4回阪神2日目11R | セントウルステークス | ビリーヴ         | 12頭 | 1    | 1着  |
| GI初騎乗   | 2002年4月7日   | 2回阪神6日目11R | 桜花賞               | アイノブリーズ   | 18頭 | 17   | 17着 |
| GI初勝利   | 2004年10月24日 | 4回京都6日目11R | 菊花賞               | デルタブルース   | 18頭 | 8    | 1着  |

| 年度   | 1着  | ２着 | 3着  | 騎乗  | 勝率 | 連対率 | 複勝率 | 表彰                                                   |
| ------ | ---- | ---- | ---- | ----- | ---- | ------ | ------ | ------------------------------------------------------ |
| 1999年 | 0    | 0    | 2    | 11    | .000 | .000   | .182   |                                                        |
| 2000年 | 2    | 0    | 1    | 21    | .095 | .095   | .143   |                                                        |
| 2001年 | 6    | 1    | 1    | 38    | .158 | .184   | .211   |                                                        |
| 2002年 | 18   | 9    | 6    | 117   | .154 | .231   | .282   |                                                        |
| 2003年 | 25   | 16   | 19   | 239   | .105 | .172   | .251   |                                                        |
| 2004年 | 45   | 44   | 36   | 400   | .113 | .223   | .313   |                                                        |
| 2005年 | 28   | 31   | 27   | 265   | .106 | .223   | .325   |                                                        |
| 2006年 | 126  | 114  | 115  | 952   | .132 | .252   | .373   |                                                        |
| 2007年 | 145  | 115  | 123  | 873   | .166 | .298   | .439   |                                                        |
| 2008年 | 118  | 106  | 88   | 852   | .138 | .263   | .366   | JRA賞（最多賞金獲得騎手）                              |
| 2009年 | 109  | 106  | 104  | 896   | .122 | .240   | .356   |                                                        |
| 2010年 | 82   | 82   | 66   | 691   | .119 | .237   | .333   | フェアプレー賞（関西）                                 |
| 2011年 | 131  | 137  | 88   | 888   | .148 | .302   | .401   | JRA賞（最多勝利騎手・最多賞金獲得騎手）                |
| 2012年 | 119  | 101  | 105  | 857   | .139 | .257   | .379   | JRA賞（最多勝利騎手・最多賞金獲得騎手）                |
| 2013年 | 111  | 111  | 80   | 854   | .130 | .260   | .354   | 優秀騎手賞                                             |
| 2014年 | 136  | 125  | 102  | 905   | .150 | .288   | .401   | JRA賞(JRA最多賞金獲得騎手) 優秀騎手賞 関西テレビ放送賞 |
| 2015年 | 101  | 113  | 135  | 1010  | .100 | .212   | .346   | 優秀騎手賞                                             |
| 2016年 | 68   | 86   | 88   | 842   | .081 | .183   | .287   |                                                        |
| 2017年 | 83   | 73   | 94   | 839   | .099 | .186   | .298   |                                                        |
| 2018年 | 80   | 87   | 89   | 790   | .101 | .211   | .324   |                                                        |
| 2019年 | 68   | 100  | 85   | 821   | .083 | .205   | .308   |                                                        |
| 2020年 | 50   | 44   | 55   | 565   | .088 | .166   | .264   | フェアプレー賞(関西)                                   |
| 2021年 | 44   | 46   | 45   | 528   | .083 | .170   | .256   |                                                        |
| 2022年 | 46   | 33   | 38   | 491   | .094 | .161   | .238   |                                                        |
| 2023年 | 25   | 27   | 35   | 402   | 062  | .129   | .216   |                                                        |
| 2024年 | 41   | 23   | 33   | 400   | .103 | .160   | .243   |                                                        |
| 通算   | 1807 | 1730 | 1660 | 15547 | .116 | .228   | .334   |                                                        |

通算勝利記録
- 通算100勝 2005年3月6日 阪神6R サラ3歳新馬･アルキオーネ
- 通算200勝 2006年8月20日 札幌5R サラ3歳未勝利・ギーニョ
- 通算300勝 2007年4月22日 京都5R サラ3歳未勝利・サンライズベガ
- 通算400勝 2008年1月12日 京都9R 飛梅賞・ピエナエイム
- 通算500勝 2008年11月8日 京都7R サラ3歳以上500万下・ハードシーキング
- 通算600勝 2009年9月12日 阪神6R サラ3歳以上500万下・モルガナイト
- 通算700勝 2010年12月19日 阪神7R サラ2歳500万下・ヴォトレメイヤー
- 通算800勝 2011年10月9日 東京9R 六社特別・タイキパーシヴァル
- 通算900勝 2012年6月30日 函館12R かもめ島特別・サンキューアスク
- 通算1000勝 2013年4月20日 京都11R 錦ステークス・セイルラージ
- 通算1100勝 2014年4月6日 阪神1R サラ3歳未勝利・サクラヴァローレ
- 通算1200勝 2014年12月27日 阪神8R サラ3歳以上1000万下・ナンヨーマーク
- 通算1300勝 2015年11月28日 京都8R サラ3歳以上500万下・ラディカル
- 通算1400勝 2017年5月27日 東京11R 欅ステークス・エイシンバッケン
- 通算1500勝 2018年7月15日 函館3R サラ3歳未勝利・ナイルデルタ
- 通算1600勝 2019年12月14日 阪神9R さざんか賞・ヴァラークラウン
- 通算1700勝 2022年1月30日 東京11R 根岸ステークス・テイエムサウスダン
- 通算1800勝 2024年11月17日 東京9R 3歳以上2勝クラス・ラフエイジアン